# La strana coppia (serie televisiva 1970)
La strana coppia (The Odd Couple) è una serie televisiva statunitense, trasmessa per 5 stagioni dalla ABC, dal 1970 al 1975.
Tratta dall'omonima pièce teatrale di successo di Neil Simon, messa in scena a Broadway nel 1965, il soggetto era stato portato al cinema con l'omonimo film con Walter Matthau e Jack Lemmon nei panni dei due protagonisti Felix e Oscar, le cui "differenze caratteriali (…) forniscono lo spunto per ogni trama".
Nella serie tv i due attori principali sono Tony Randall (Felix) e Jack Klugman (Oscar), che avevano già recitato nella pièce di Broadway: Randall vinse per la serie un premio Award, Klugman due Emmy e un Golden Globe.

## Trama
New York. Vicissitudini quotidiane in un appartamento vicino a Park Avenue, dove convivono due divorziati, Felix e Oscar, di carattere e abitudini completamente diverse: il primo, fotografo, amante maniacale dell'ordine si scontra continuamente col secondo, giornalista sportivo del New York Herald, rozzo e disordinato.

## Episodi
| Stagione         | Episodi | Prima TV originale | Prima TV Italia |
| ---------------- | ------- | ------------------ | --------------- |
| Prima stagione   | 24      | 1970-1971          |                 |
| Seconda stagione | 23      | 1971-1972          |                 |
| Terza stagione   | 23      | 1972-1973          |                 |
| Quarta stagione  | 22      | 1973-1974          |                 |
| Quinta stagione  | 22      | 1974-1975          |                 |

Nel 1993 venne girato un film TV, "The Odd Couple: Together Again", in cui Felix torna a vivere temporaneamente con Oscar, lasciando libera la casa alla figlia per i preparativi del matrimonio.

## Guest-stars
Teri Garr, Hugh Hefner, Bob Hope, Garry Marshall, Jean Simmons.